# بیم و امید
بیم و امید فیلمی به کارگردانی و نویسندگی گرجی عبادیا محصول سال ۱۳۳۹ است.

## بازیگران
- گوگوش
- محسن مهدوی
- هوشنگ بهشتی
- هوشنگ سارنگ
- غلامحسین مفیدی
- مدیک بیجانیان
- فائق غیاثوند